# Lundén
Lundén är ett svenskt efternamn, som kan skrivas på något olika sätt. Den 31 december 2012 var följande antal personer bosatta i Sverige med stavningsvarianterna
- Lundén 1 572
- Lundeén 15
- Lundeen 12
- Lundéen 2

Tillsammans blir detta 1 601 personer. Dessutom hade 18 personer efternamnet Lunden, som har avvikande uttal.

## Personer med efternamnet Lundén eller med varianter av detta namn
- August Lundén (1869–1935), godsägare och politiker, folkpartist
- Barthold Lundén (1878–1933), ingenjör, musiker och redaktör
- Camilla Lundén (född 1967), skådespelare
- Elisif Lundén-Bergfelt (1930–2015), pianist och pianopedagog
- Greta Lundén (1895–1970), konstnär
- Gunnar Lundén (1888–1926), organist och musikdirektör
- Gunnar Lundén-Welden (1914–1988), musiker, kapellmästare, arrangör och kompositör
- Humbert Lundén (1882–1961), seglare
- Ida Lundén (född 1971), tonsättare
- Irma Gillholm-Lundén (1892–1978), skulptör
- Jonas Lundén (född 1980), svensk fotbollsspelare och sportchef
- Lennart Lundén (1914–1966), svensk kompositör, dirigent, arrangör och musikpedagog
- Mikko Lundén (född 1979), finländsk politiker
- Peter Lundén (1849–1906), tonsättare, sångförfattare och politiker
- Peter Lundén (musiker) (född 1982), rockmusiker, basist
- Ragnhild Lundén (född 1945), konstnär
- Sara Lundén (född 1970), sångerska, musiker och performancekonstnär

### Med avvikande uttal
- Eldrid Lunden (född 1940), norsk lyriker och professor i skrivkonst
- Ernest Lundeen (1878–1940), amerikansk politiker, kongressrepresentant och senator för Minnesota, republikan, senare representant för Farmer-Labor Party